# Ateísmo y religión
El ateísmo es, en un sentido amplio, la no creencia en deidades u otros seres sobrenaturales. El grado en que una persona puede ser considerada atea y al mismo tiempo seguidora de una secta religiosa monoteísta, politeísta o no teísta es objeto de debate teológico. Algunas personas espiritualistas se suelen considerar ateas, mientras que otros consideran esta posición una contradicción en los términos.

## Religiones abrahámicas

### Ateísmo judío
El ateísmo judío se refiere a las personas que siendo étnicamente y culturalmente judías, han abandonado su creencia en Dios sin abandonar su identidad judía ni desvincularse del pueblo judío.
El término no es contradictorio ya que la judeidad tiene componentes étnicos y culturales además de religiosos. Las autoridades rabínicas (ortodoxos judíos) definen tradicionalmente la pertenencia al pueblo judío biológicamente a través de la descendencia matrilinear, sin tener en cuenta los actos ni las creencias; incluso las instituciones reformistas, reconstruccionistas y laicas consideran judío a cualquiera cuya madre sea judía.
Maimónides basaba esa pertenencia en el cumplimiento obligatorio de trece credos, que definían la identidad judía en torno a creencias religiosas. Muchos pensadores modernos, en particular teólogos liberales, afirman que la Ley judía primitiva no atribuía una importancia tan preponderante a la creencia en Dios, y que enfatizaba más los actos y la conducta. Dado que el dogma religioso no fue formulado y establecido hasta la Edad Media, habría corrompido el judaísmo
auténtico.
El ateísmo judío contemporáneo se nutre del humanismo ilustrado de la Haskalá, un movimiento judío no teista que se desarrolló a finales del siglo XVIII y durante el siglo XIX.

### Ateísmo cristiano
El ateísmo cristiano es la creencia que rechaza al dios del cristianismo pero sigue las enseñanzas de Jesús. Thomas Jefferson, por ejemplo, publicó un libro titulado Vida y moral de Jesús de Nazareth, donde elimina cualquier referencia a la divinidad.
Por otra parte, algunas escuelas de pensamiento cristianos han dados pasos hacia la búsqueda de una fe sin Dios. En este sentido, el Ateísmo cristiano deja de lado la metafísica teísta y se enfoca en el modelo de Jesucristo como figura preponderante. La mayoría de los ateos cristianos piensan en Cristo como un hombre sabio, aceptando sus enseñanzas morales, pero rechazando su idea de divinidad. Los movimientos postcristianos, el secularismo y la Tanatoteología -que desarrolla la idea nietzschana de la "Muerte de Dios"-, se han desarrollado como importantes líneas de pensamiento de la Teología Liberal; teología que así mismo, desecha el apriorismo judío-apostólico para hacer interpretación del cristianismo. En Latinoamérica la Teología de la liberación realizó una hermenéutica historicista que rescataba el mensaje político y desechaba el mensaje religioso. La Teología secular termina por apelar a la supresión de la institución de la iglesia en pos de un compromiso personal para con el mensaje de Jesucristo, cabe destacar en este sentido la obra del teólogo Dietrich Bonhoeffer y el pensamiento del reverendo John Robinson en su libro Sincero para con Dios.
Las creencias de los ateos cristianos varían significativamente, sin embargo hay unos conceptos básicos comunes que les caracterizan. Thomas Ogletree, profesor de Teología Constructiva de Chicago Theological Seminary, lista cuatro de ellas:
1. La afirmación de la irrealidad de Dios para nuestro tiempo, incluyendo el entendimiento de Dios, el cual ha sido una parte de la teología cristiana tradicional.
2. La insistencia en enfrentarse a la cultura contemporánea como una característica necesaria de trabajo teológico responsable.
3. Grados y formas variables de alienación desde la iglesia tal como está ahora constituida.
4. Reconocimiento de la centralidad de la persona de Jesús en la reflexión teológica.[5]

### Ateísmo musulmán
Los ateos musulmanes son grupos de personas a título individual agnósticas, ateas o que no siguen las observaciones religiosas pero se identifican con la cultura musulmana debido al entorno familiar, experiencias personales o miedo a castigo por apostasía.
Los musulmanes religiosos creen y practican el islam en diversos grados. Los musulmanes culturales realizan ciertas prácticas islámicas por motivos culturales más que religiosos. Algunos aspectos de la cultura musulmana son:
- Nombres propios: El ejemplo más básico es el del nombre de la persona. Muchos nombres propios árabes parecen indicar que la persona nombrada es de creencia islámica, sin embargo, muchos árabes llevan nombres propios por sus ascendientes independientemente de sus creencias personales.
- Ceremonias públicas: Debido a presiones familiares, los musulmanes culturales se adhieren a la forma tradicional de casamiento y funeral. Para los musulmanes religiosos, estos rituales vienen dictados por tradición religiosa a la que se está adherido estrictamente. Para los musulmanes culturales se trata de formalismo sin significado religioso.
- Caso turco: En Turquía, oficialmente el 99,8% de la población es considerada musulmana.[6] Sin embargo, el criterio utilizado para esta conclusión difiere con respecto al utilizado en el mundo occidental. La población turca comparte una cultura con una influencia muy fuerte de la religión islámica, sin embargo se puede aceptar la cultura turca sin aceptar la teología islámica (Kalam).

## Religiones indias

### Ateísmo hindú
El ateísmo ha sido históricamente un punto de vista propuesto en corrientes heterodoxas de la filosofía hindú. En general, el ateísmo es válido en el hinduismo, pero el camino del ateo es visto como muy difícil de seguir en materia de espiritualidad.
En su día a día, el estilo de vida será casi similar a la mayoría de los teístas hindúes, pero no aceptan la existencia de Dios. Suelen adherir a las prácticas de las tradiciones hindúes.

## Religiones chinas
El Confucianismo y Taoísmo son, posiblemente, agnósticas en el sentido de que no afirman explícitamente la existencia, ni se funda en una fe, de uno o más seres superiores. Sin embargo, los escritos de Confucio tiene numerosas referencias al "Cielo", que denota un poder trascendente, con una connotación personal. Escritos neo-confucianos, como los de Chu Hsi, son confusos en cuanto a si su concepción de la "Gran Última" es una deidad personal o no. Además, aunque la traducción occidental del Tao como "dios" en algunas ediciones del Tao Te Ching es muy engañosa, es todavía un tema de debate si las descripciones reales del Tao de Laozi tienen connotaciones teístas o no teístas.

## Citas
- Altizer, Thomas J.J. (1967). The Gospel of Christian Atheism. London: Collins. Consultado el 27 de octubre de 2006. (enlace roto disponible en Internet Archive; véase el historial, la primera versión y la última).
- Amoss, George (1999). «The Making of a Quaker Atheist». Archivado desde el original el 21 de octubre de 2006. Consultado el 27 de octubre de 2006.
- Rachmani, Rav Hillel (2002a). «Introduction to the Thought of Rav Kook, Lecture #16: "Kefira" in our Day». Archivado desde el original el 9 de febrero de 2006. Consultado el 5 de marzo de 2006.
- Rachmani, Rav Hillel (2002b). «Introduction to the Thought of Rav Kook, Lecture #17: Heresy V». Archivado desde el original el 19 de febrero de 2006. Consultado el 5 de marzo de 2006.
- Horgan, Lara (2009). «The Religious Atheist – Why Atheism is on its way to becoming like any other religion.». Archivado desde el original el 17 de julio de 2010. Consultado el 12 de diciembre de 2009.